# Missing (1982)
Missing is een Amerikaanse dramafilm uit 1982 onder regie van Costa-Gavras. Het scenario is gebaseerd op het waargebeurde verhaal van de Amerikaanse journalist Charles Horman, die verdween in de nadagen van de Chileense staatsgreep van 1973. De vrouw en de vader van Horman trachten tevergeefs uit te zoeken wat er met hem is gebeurd. Het verhaal verscheen eerst als een boek onder de titel The Execution of Charles Horman: An American Sacrifice (1978) van de Amerikaanse auteur Thomas Hauser. De film was verboden in Chili tijdens het regime van Pinochet.

## Verhaal
De Amerikaan Ed Horman reist naar een politiek instabiel land in Zuid-Amerika om er zijn vermiste zoon te zoeken. Samen met zijn schoondochter baant hij zich een weg door de bureaucratie en de politieke intriges. Hij kan maar niet geloven dat de Amerikaanse autoriteiten er hem ginds de waarheid niet willen vertellen.

## Rolverdeling
| Acteur           | Personage              |
| ---------------- | ---------------------- |
| Jack Lemmon      | Ed Horman              |
| Sissy Spacek     | Beth Horman            |
| Melanie Mayron   | Terry Simon            |
| John Shea        | Charles Horman         |
| Charles Cioffi   | Kapitein Ray Tower     |
| David Clennon    | Consul Phil Putnam     |
| Richard Venture  | Amerikaans ambassadeur |
| Jerry Hardin     | Kolonel Sean Patrick   |
| Richard Bradford | Andrew Babcock         |
| Joe Regalbuto    | Frank Teruggi          |
| Keith Szarabajka | David Holloway         |
| John Doolittle   | David McGeary          |
| Janice Rule      | Kate Newman            |
| Ward Costello    | Congreslid             |
| Hansford Rowe    | Senator                |

## Prijzen
De film won de Oscar voor Beste aangepaste scenario en werd genomineerd voor de Oscar voor Beste mannelijke hoofdrol (Jack Lemmon), Beste vrouwelijke hoofdrol (Sissy Spacek) en Beste film. De film won ook de Gouden Palm op het filmfestival van Cannes.